# Палац Остен-Сакенів
Палац фон-дер Остен-Сакенів — пам'ятка архітектури (офіційно у реєстр не внесена) на межі смт Немішаєве та села Мироцьке, Київська область.

## Історія палацу та садиби до 1917 року
Микулицька маєтність, до складу якої входило і Мироцьке, 1805 року була  подарована графу Карлу Сакену.
Після його смерті маєток перейшов до Івана фон-дер Остен-Сакена (помер 1853 року), а потім власником маєтку став його син Карл Остен-Сакен.
У першій половині XIX століття власники маєтності зводять одноповерховий з наріжною баштою цегляний палац та розбивають навколо парк.
Остен-Сакени володіють маєтком та палацом до 1873 року, коли маєток купує дружина київського купця Євдокія Осипівна Астахова. Згодом, у 90-х роках ХІХ ст., маєток переходить до Воронцових-Дашкових, а 1904 року маєток разом із палацом придбав селянин Андрій Кулик.
На початок ХХ ст. садиба складалася власне з палацу та 2 дерев'яних будинків у парку. У парку була альтанка. Парк був засаджений фруктовими деревами. До парку належав ставок на річці Орлянка, через який було перекинуто дерев'яний місток. З іншого боку ставка знаходились поміщицькі оранжереї.

## Історія після 1917 року
Після більшовицького перевороту в жовтні 1917 року маєток було націоналізовано у складі палацу, парку з садом, будинку контори спиртзаводу (останній збудовано у 1905-06 рр.) та казарм для робітників. На відміну від багатьох дворянських садиб України, палац та парк не було знищено.
Згодом палац було віднесено до території селища Немішаєве, і, коли поруч збудували біохімічний завод, у палаці розташувався клуб заводу. В палаці довго зберігалися меблі початку ХХ ст.
У листопаді 2000 року уночі в палаці сталася пожежа. Було знищено усі меблі, а сам палац дуже постраждав.
Палац не відновлювався, і він поступово руйнується.
На 2012 р. від палацу залишилася фактично лише фасадна стіна і залишки вежі. Парк перебуває у занедбаному стані, колишні казарми робітників використовуються як приватні житлові будинки.
Залишки палацу викупила церковна громада. 
З травня 2018 року маєток повернули громаді селища. Руїни від графського маєтку знаходяться в селищі Немішаєве по вул. Біохімічній.

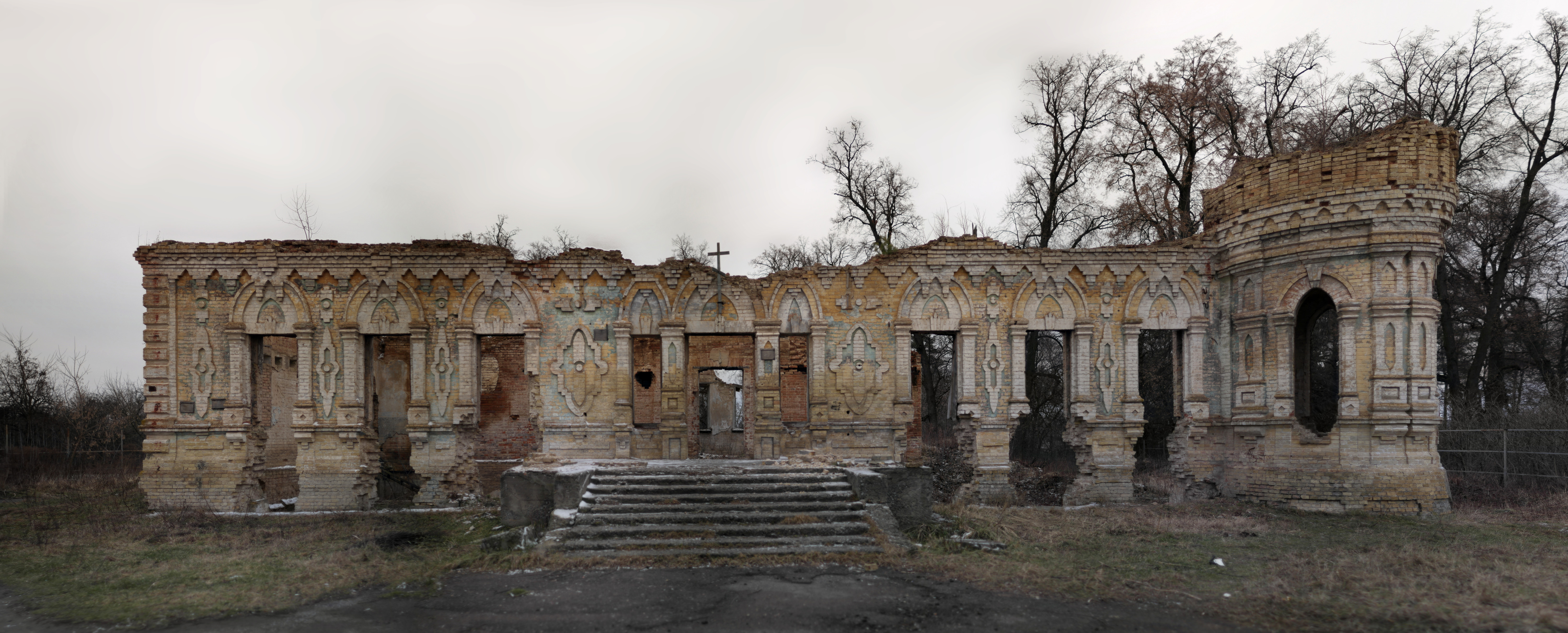
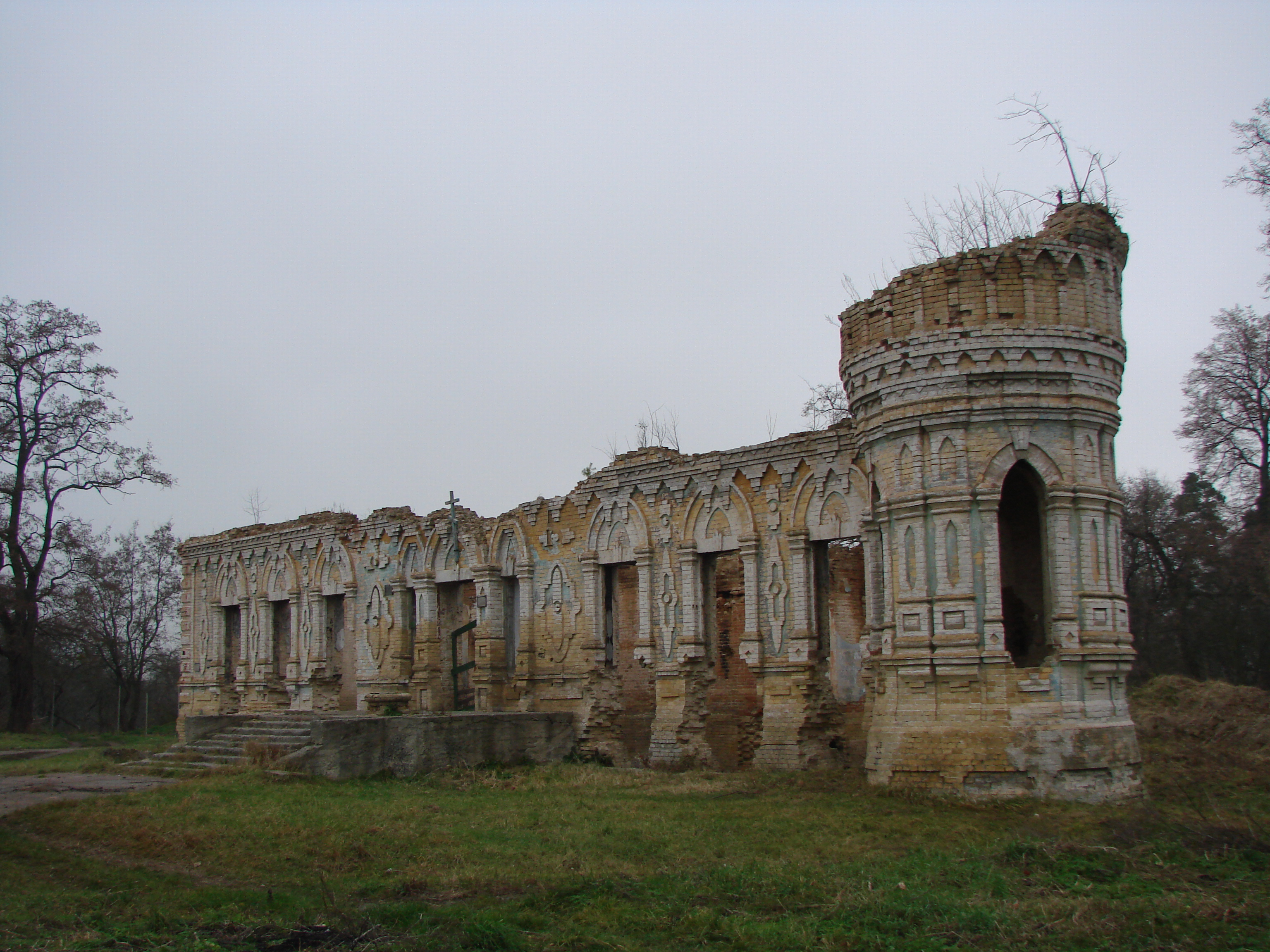
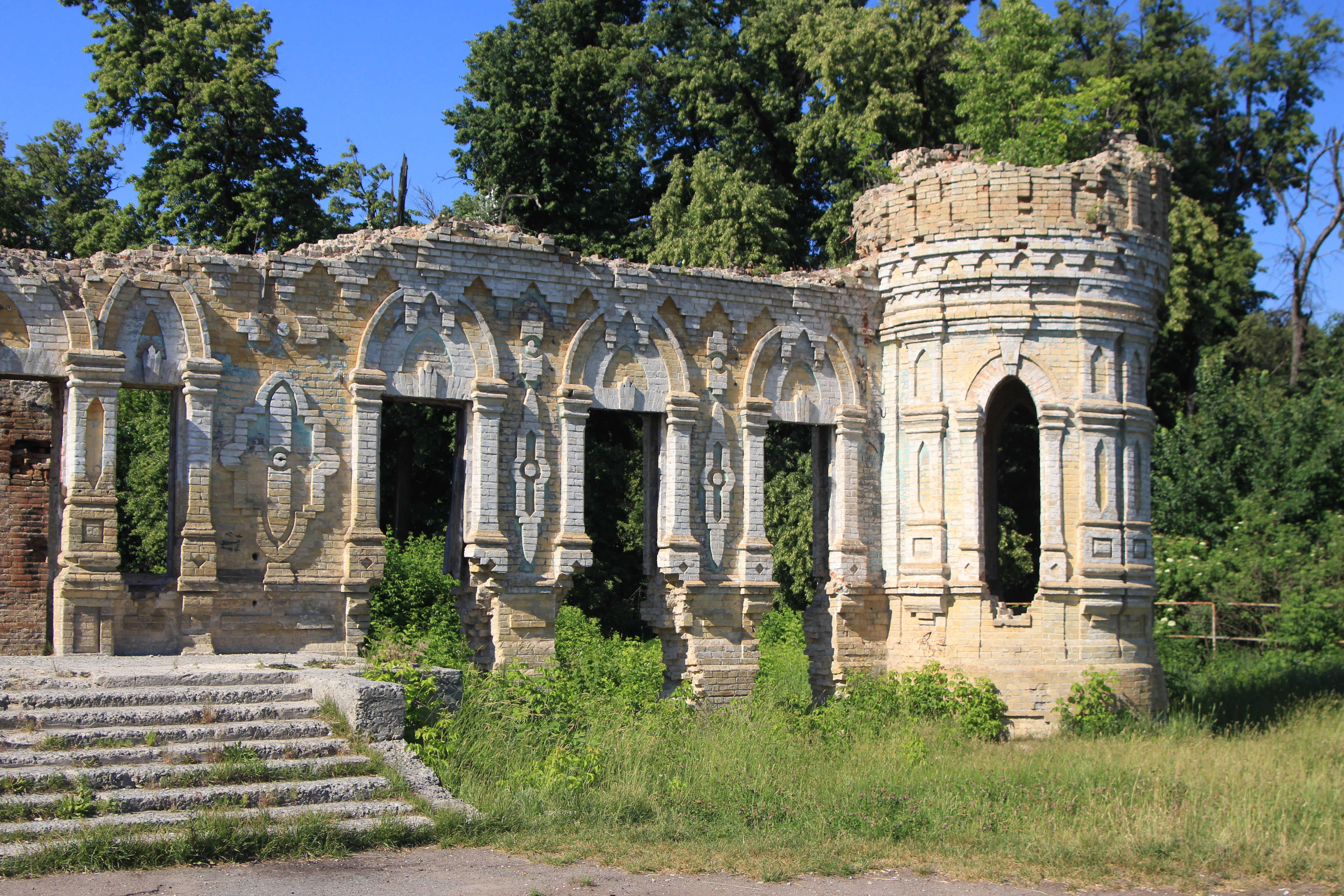
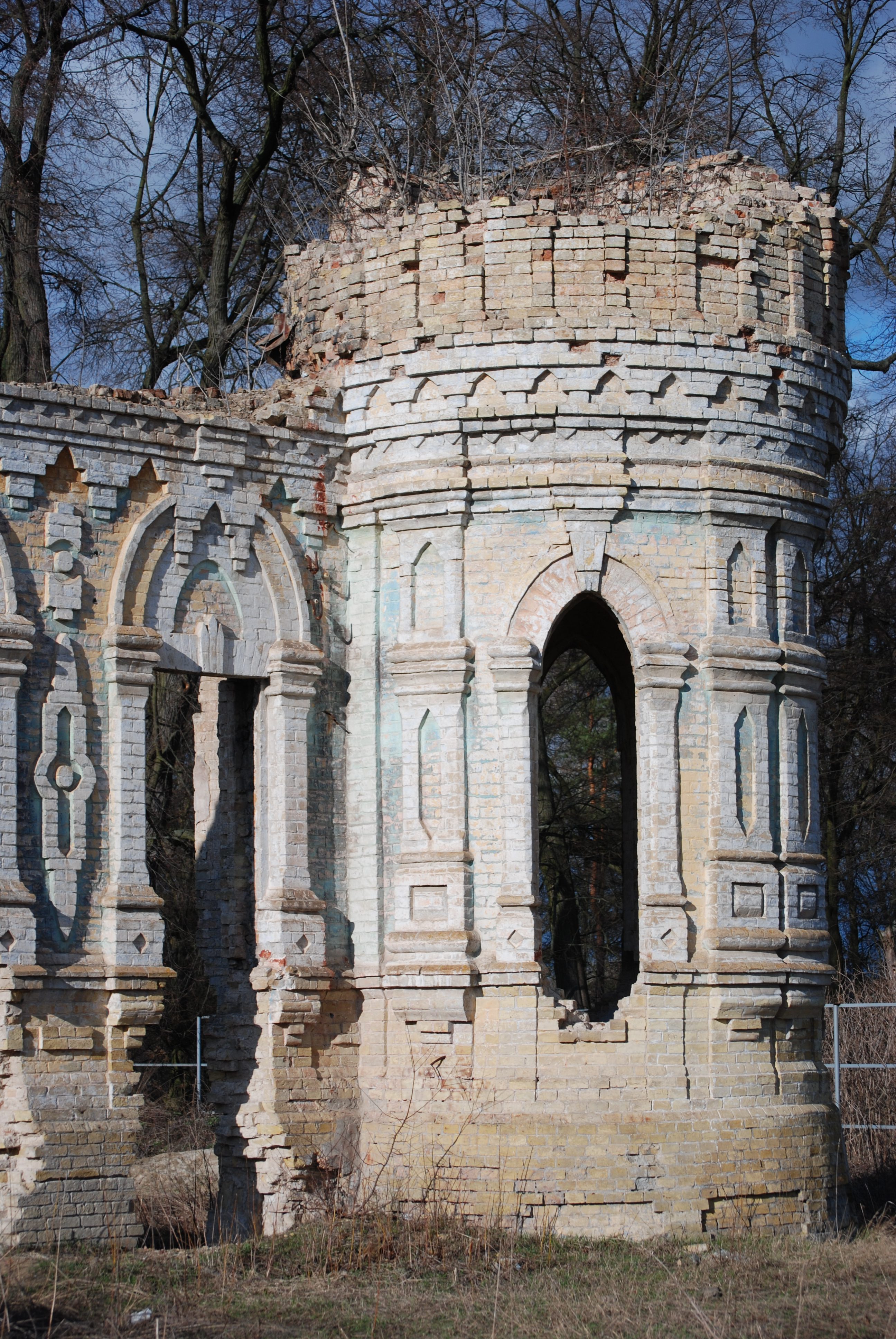